# American Shetland Pony
Das American Shetland Pony oder Amerikanische Shetlandpony ist eine amerikanische Ponyzüchtung, die auf das Shetlandpony zurückgeht und sich heute in die Gruppen Classic American Shetland und Modern American Shetland unterteilt.
Hintergrundinformationen zur Pferdebewertung und -zucht finden sich unter: Exterieur, Interieur und Pferdezucht.

## Exterieur

### Körperbau
Das Amerikanische Shetland Pony ist ein sehr leicht gebautes, edles Pferd, das vom Typ an ein Hackney-Pony mit orientalischem Einschlag und kaum noch an das Shetlandpony erinnert. Es hat einen orientalisierten Kopf mit ausdrucksvollen Augen, kleinen, aufgerichteten Ohren und einem edlen, kleinen Maul. Die Brust ist trotz der Kleinheit breit und tief, was eine gute Kapazität für Herz und Lunge sichert. Der kurze, aber kräftige Rücken geht über die feste Lendenpartie harmonisch in die gerade Kruppe mit hohem Schweifansatz über. Die Hinterbeine sollen mitsamt der Hufe minimal nach außen zeigen, ansonsten wird eine gerade, also korrekte, Stellung der, an den Proportionen des Ponys gemessen, langen Gliedmaßen gewünscht. 

### Stockmaß
In den USA wird eine Widerristhöhe von bis zu 109,2 cm zugelassen (10,7 hands), in Kanada eine Höhe von bis zu 111,8 cm (11 hands).

### Farbgebung

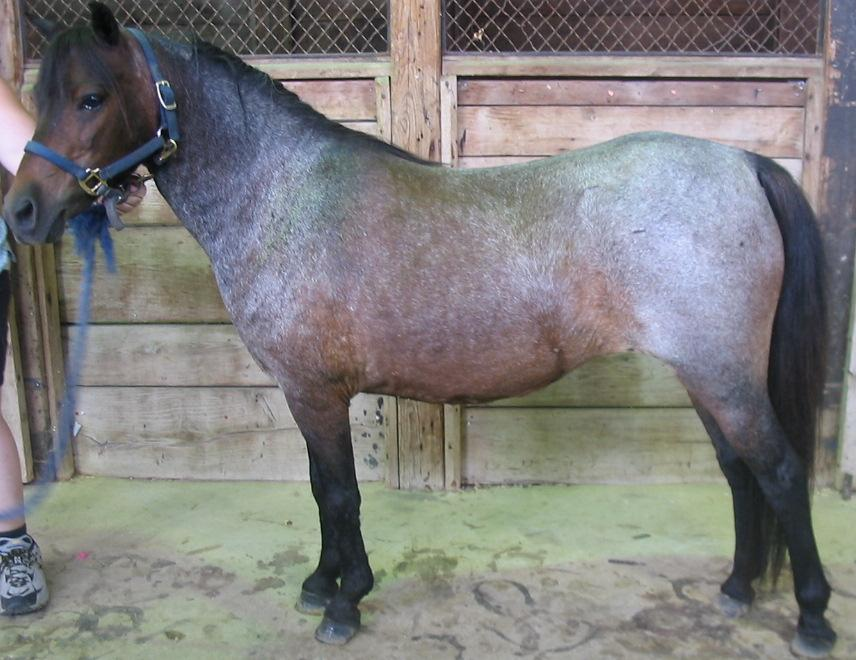
Stichelhaarige sind erlaubt

Das American Shetland Pony kann in jeder Farbe vorkommen, besonders häufig sind aber Füchse und Braune anzutreffen. Tigerschecken sind nicht erlaubt.

## Interieur
Amerikanische Shetlandponys sind in der Regel gelehrig, anpassungsfähig und umgänglich. Sie werden vor allem als Kinderreitponys, aber auch zum Fahren eingesetzt.

## Zuchtgeschichte
Die Basis für das Amerikanische Shetlandpony legten Shetlandponys des originalen Inseltyps, die gegen Ende des 19. Jahrhunderts erstmals in die USA importiert wurden. In diese Ponys wurden dann unter anderem Welsh-Ponys, Arabische und Englische Vollblüter eingekreuzt. 1888 wurde der American-Shetland-Pony-Club (ASPC) gegründet, obgleich das erste Stutbuch erst 1988 aufkam. Ausschließlich durch Selektion wurde durch nordamerikanische Züchter zunächst ein eigenständiges American Shetland-Pony geschaffen. Einkreuzungen von Hackney-Ponys fanden erst ab Mitte der 60er Jahre statt. Hierdurch entstand ein weiterer Typ des Amerikanischen Shetlandponys, so dass heute zwischen dem Classic-American-Shetland und dem Modern-American-Shetland unterschieden wird. Sie sind größer als die ursprünglichen Shetlandponys.